# Nowa Fala (gry fabularne)
Nowa Fala (ang. New Style) jest nurtem w grach RPG, rozwijającym się od II połowy lat `90. Należą do niego krótkie, często nowatorskie systemy RPG, zwykle odrzucające tradycyjne ujęcie zabawy w gry fabularne i proponujące zupełnie nową formę rozgrywki. Podręczniki zawierają zazwyczaj tylko konkretny pomysł na świat, mechanika jest znacznie uproszczona.
W Polsce głównym popularyzatorem tej odmiany gier fabularnych jest wydawnictwo Portal. Oryginalny nurt nosił nazwę New Style, jego twórcą i popularyzatorem była brytyjska firma Hogshead, wydawca m.in. Barona Munchausena.
Systemy Nowej Fali wydane w Polsce
- Baron Munchausen(inne języki)
- De Profundis
- Droga Ku Chwale
- Frankenstein Faktoria
- Władcy Losu